# Montesano (település)
Montesano az Amerikai Egyesült Államok északnyugati részén, Washington állam Grays Harbor megyéjében elhelyezkedő város, a megye székhelye. A 2010. évi népszámlálási adatok alapján 3976 lakosa van.

## Történet
Edwin Van Syckle gyűjtése alapján Samuel Henry Williams az általa megvásárolt területen megalapította a William Medcalf telepesről elnevezett Medcalf Prairie-t. Charles Newton Byles földmérő 1870. április 9-én megvásárolta Walter King farmját, később pedig a főutca nyugati részén három utcasaroknyi területet jelölt ki a település számára. Montesano 1883. november 26-án kapott városi rangot.
Isaiah Lancaster Scammon és felesége, Lorinda 1853. január 15-én a földadományozási törvény révén letelepedhettek. A Chehalis folyó mentén elhelyezkedő birtokuk a Montesano nevet viselte; a területet ma Dél-Montesanóként ismerik. Mivel Scammonék lakóháza az első telepesek fontos szálláshelye volt, azt Scammon’s Landing és Scammon’s Hotel neveken is említették.
Mivel Lorinda Scammon mélyen vallásos volt, szerette volna, ha a települést a jeruzsálemi Sionról nevezik el. A Montesano nevet Samuel James telepes javasolta; a spanyol kifejezés jelentése „az egészség hegye”; a férfi szerint a szó kellemesebb hangzású és azonos jelentésű. Később megnyílt a helyi postahivatal, 1886-ban pedig Chehalis megye székhelye Montesano lett.

## Éghajlat
A város éghajlata óceáni (a Köppen-skála szerint Cfb).
| Hónap                         | Jan.  | Feb.  | Már.  | Ápr.  | Máj. | Jún. | Júl. | Aug. | Szep. | Okt. | Nov.  | Dec.  | Év    |
| ----------------------------- | ----- | ----- | ----- | ----- | ---- | ---- | ---- | ---- | ----- | ---- | ----- | ----- | ----- |
| Rekord max. hőmérséklet (°C)  | 14,0  | 16,0  | 26,0  | 28,0  | 36,0 | 35,0 | 39,0 | 36,0 | 34,0  | 28,0 | 24,0  | 16,0  | 39,0  |
| Átlagos max. hőmérséklet (°C) | 5,4   | 7,7   | 9,9   | 14,1  | 19,4 | 20,7 | 23,7 | 23,3 | 21,3  | 15,7 | 9,8   | 7,1   | 14,9  |
| Átlaghőmérséklet (°C)         | 2,2   | 3,8   | 5,2   | 8,2   | 12,1 | 13,9 | 16,1 | 16,1 | 14,4  | 10,4 | 6,0   | 3,9   | 9,4   |
| Átlagos min. hőmérséklet (°C) | −0,9  | −0,2  | 0,6   | 2,2   | 4,8  | 7,1  | 8,4  | 8,9  | 7,4   | 5,1  | 2,3   | 0,8   | 3,9   |
| Rekord min. hőmérséklet (°C)  | −17,0 | −15,0 | −10,0 | −11,0 | −6,0 | 0,0  | 1,0  | 2,0  | −1,0  | −7,0 | −12,0 | −14,0 | −17,0 |
| Átl. csapadékmennyiség (mm)   | 480   | 400   | 340   | 190   | 110  | 81   | 53   | 53   | 120   | 310  | 440   | 500   | 3077  |
| Forrás: Weatherbase           |       |       |       |       |      |      |      |      |       |      |       |       |       |

## Népesség
A 2010-es népszámláláskor a városnak 3976 lakója, 1563 háztartása és 1031 családja volt. A népsűrűség 147,9 fő/km2. A lakóegységek száma 1684, sűrűségük 62,6 db/km2. A lakosok 80,3%-a fehér, 0,4%-a afroamerikai, 5%-a indián, 0,1%-a ázsiai, 0,2%-a a Csendes-óceáni szigetekről származik, 0,6%-a egyéb, 3,4%-a pedig kettő vagy több etnikumú. A spanyol vagy latino származásúak aránya 9,8% (   )
A háztartások 31%-ában élt 18 évnél fiatalabb. 48,6% házas, 11,7% egyedülálló nő, 5,7% egyedülálló férfi, 34% pedig nem család. 27,8% egyedül élt; 10,8%-uk 65 éves vagy idősebb. Egy háztartásban átlagosan 2,39 személy élt; a családok átlagmérete 2,88 fő.
A medián életkor 41,4 év volt. A város lakóinak 21,9%-a 18 évesnél fiatalabb, 8,3% 18 és 24 év közötti, 25,1%-uk 25 és 44 év közötti, 28,4%-uk 45 és 64 év közötti, 16,3%-uk pedig 65 éves vagy idősebb. A lakosok 49,2%-a férfi, 50,8%-a pedig nő.

## Nevezetes személyek
- Adam Bighill, amerikaifutball-játékos[13]
- Jerry Lambert, színész[14]
- Kurt Cobain, a Nirvana frontembere[15]
- Reuben Hollis Fleet, őrnagy[16]
- Robert „Rob” Gaston Moch, olimpikon evezős[17]

## Fordítás
- Ez a szócikk részben vagy egészben  a   Montesano, Washington című angol Wikipédia-szócikk ezen változatának fordításán alapul.  Az eredeti cikk szerkesztőit annak laptörténete sorolja fel. Ez a jelzés csupán a megfogalmazás eredetét és a szerzői jogokat jelzi, nem szolgál a cikkben szereplő információk forrásmegjelöléseként.